# Ковский, Евгений Николаевич
Евге́ний Никола́евич Ко́вский (13 марта 1899, Ольгополь, Подольская губерния — 14 ноября 1977, Фрунзе) — прозаик, журналист и переводчик, член Союза писателей СССР (с 1948 года), член редакционной коллегии журнала «Литературный Киргизстан».
После участия в гражданских войнах в России и Украине, Евгений Ковский переехал в Одессу, где началась его основная литературная и журналистская деятельность. Ковский вступил в литературный кружок «Потоки», где вместе с Рафаилом Брусиловским, Татьяной Тэсс и Осипом Колычевым оттачивал литературное мастерство — первые результаты работы появились в местных альманахах и газете «Комсомольская правда». Участие в литературных объединениях позволило ему познакомиться с рядом деятелей культуры, включая Владимира Маяковского, Эдуарда Багрицкого, Артёма Весёлого, Семёна Кирсанова, о которых он позднее оставил мемуары.
Знаковой работой в творчестве Евгения Николаевича исследователи XX и XXI века считают его роман-трилогию «Брат на брата». Трилогия повествует о распаде одной семьи, вследствие чего два брата оказываются по разные стороны баррикад. Написанное под влиянием работ А. Н Толстого, М. А. Шолохова, Л. М. Леонова, С. Н. Сергеева-Ценского, К. А. Федина, произведение не утратило своей самобытности: как отметил Л. Вольпе (журнал «Дружба народов»), работа под новым углом показывает события двух гражданских войн, раскрывает новые характеры и передаёт колорит того времени.

## Биография
Родился в 1899 году в городе Ольгополе бывшей Каменец-Подольской губернии, в семье мелкого земского чиновника (смотрителя больницы). Учился в Каменец-Подольской гимназии. После её окончания переехал с семьёй в Одессу, где в 1920 году поступил в Одесский политехнический институт, но не окончил его. Был дважды ранен в боях с белогвардейцами и махновцами. После установления Советской власти в Украине из-за непригодности к службе из-за застрявшей пули в лёгком мобилизовался в Тираспольскую уездную Продовольственную комиссию, работая заведующим ссыпных пунктов.
После окончания гражданской войны в Украине, работал в качестве распространителя книг МОПР, страхового агента и счетовода. Попутно занимался самообразованием, посещал философский кружок, в котором также принимал участие и Рафаил Брусиловский, познакомивший Ковского с литературным кружком «Потоки», в составе которого уже тогда были Татьяна Тэсс и Осип Колычев. Начиная с 1926—1927 годов в «Комсомольской правде» и одесских литературных альманахах стали печататься первые работы Ковского — «Кисмет», «Малюка», «Незамкнутый круг» и другие.
В составе «Потоков» Ковский читал свои и слушал произведения других участников, участвовал в собрании одесского отделения ЛЕФа, познакомился с писателями Эдуардом Багрицким и Артёмом Весёлым. Вскоре под влиянием последнего произошло слияние «Потоков» с литературным объединением «Перевал»; кружок стал одесским отделением этой организации. От имени объединения Ковского направили к только вернувшемуся из Америки Владимиру Маяковскому, чтобы он достал пропуска на выступление поэта и пригласил его на собрание «Перевала». Маяковский тогда находился в Одессе в гостинице «Лондонская», и Ковский застал поэта за беседой с хорошим знакомым Ковского Семёном Кирсановым. От приглашения Маяковский отказался, назвав их объединение «воняющим трупом», но билеты на своё выступление в Городском саду выдал:
Я встал. Но Маяковский, легонько надавив на моё плечо, заставил снова сесть. И сказал, с обезоруживающей простотой, как о чём-то само собой разумеющемся: — Да вы не обижайтесь. Я же — не о вас, а о «Перевале»...
В Одессе Ковский стал профессиональным журналистом, работал в местной комсомольской газете «Молодая гвардия» и в «Орловской правде». В 1929 году переехал в Москву, где сотрудничал с центральными газетами «Лесная промышленность», «Известия», «Московские новости». В 1941 году Ковский, в качестве специального корреспондента газеты «Медицинский работник», эвакуировался во Фрунзе (ныне Бишкек) и с этого времени связал свою жизнь с Киргизской ССР. В это же время в столицу республики приехал и поэт Георгий Шенгели, с которым Ковский познакомился ещё в 1936 году в редакции Государственного литературного издательства, когда вёл работу по изданию переведённой на русский язык книги французского автора. Шенгели, по пути в советский Кыргызстан, заразился сыпным тифом, после чего был доставлен в инфекционную больницу. Будучи спецкором «Медицинского работника» (должность предполагала свободный доступ во все больницы республики), Ковский, по просьбе жены Шенгели Нины Леонтьевны, которую не пускали в палату, навестил поэта. О встрече с Георгием Аркадьевичем он написал:
Он был в сознании. Не осталось и следа от грузного (и, как мне тогда почему-то показалось, очень благополучного человека, с которым я столкнулся пять лет тому назад в «Гослитиздате». На койке лежал, хотя и наголо остриженный, хотя и измождённый болезнью, всё тот же молодой поэт с высоким лбом мыслителя и горячими чёрными глазами кавказца — воина и мечтателя. С остротой необычной я вспомнил свою юность.
Писатель был частым гостем в квартире Шенгели: там они вели беседы о литературе, обсуждали военные сводки. Евгений Николаевич в мемуарах о Шенгели также выделил одну из таких встреч, где он стал свидетелем процесса перевода поэтом поэмы «Дон Жуан» Джорджа Байрона.
Во Фрунзе Ковский был в составе редколлегии журнала «Литературный Киргизстан», переводил с киргизского на русский произведения местных авторов, в том числе первую книгу трилогии Касымалы Баялинова «Братство», рассказы Касымалы Джантошева и других. В разные годы выходили его книги в республиканских издательствах: повесть «Сад мира» (1956), сборники рассказов «Светлые дали» (1961), очерков «Они рядом с вами» (1962), повестей и рассказов «У истока дорог» (1964) и романа-трилогии «Брат на брата» (1969—1975). В декабре 1950 года стал членом комиссии Союза писателей Кыргызстана по выдвижению поэта Алыкула Осмонова на Сталинскую премию.
Евгений Николаевич был женат на Ольге Самойловне Ковской, отцом Вадима Ковского. В 1979 году сын Ковского выступил в качестве редактора-составителя мемуаров Евгения Николаевича «Страницы жизни», спустя два года после смерти своего отца.

## Трилогия «Брат на брата» (1969—1975)

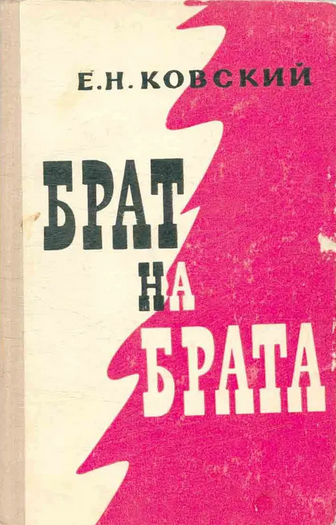
Обложка второго тома трилогии

В 1969—1975 годах вышел роман-трилогия Евгения Ковского «Брат на брата», поднявшая темы революции и разлада в русской либеральной интеллигентской семье на фоне смерти главы семейства, идеологических разногласий и социального упадка в целом. По мнению литературоведа Реи Шамурзиной, новизна произведения состоит в географии действия — события происходят на территориях Ярмолинцы, а затем Одессы в канун и во время Первой мировой войны, Революции 1917 года и Гражданской войны в России. В число достоинств трилогии Рея Султановна отнесла изображение автором влияние политики на сознание человека, того, как происходящие события определяют его поведение, отношение и приспособление к происходящему (например, драка Антоши с антисемитами, речь Олега на выпускном гимназии).
Шамурзина предположила, что, судя по названию самого произведения — «Брат на брата», основной интерес Ковского пал на изображение жизни братьев Старчиных, которые отныне жили врознь: подобное сюжетное решение можно также встретить в романе «Барсуки» Леонида Леонова и в «Донских рассказах» Михаила Шолохова. Здесь автору, по мнению литературоведа, стоило обратить внимание на возраст и индивидуализировать речь персонажей: в пример Шамурзина привела речь гимназиста Олега Старчина, который, по её мнению, говорит языком взрослого человека. Шамурзина также обратила внимание на «скитание» героя Антона Старчина: в первой части трилогии он примыкает на сторону революционеров в Одессе, однако после убийства Кошубского уходит в себя, несмотря на то, что этот герой изображался автором цельной натурой и психологически уравновешенным. Исследовательница оправдала такое поведение «противоречивостью интеллигентной души».
Рея Султановна отметила в трилогии обилие событий, стремление автора показать их напряжённость и сложность, а также его «поражающую» историческую и литературную эрудированность, которая, по её мнению, иногда отвлекает самого Ковского от проработки характеров персонажей.
Л. Вольпе в журнале «Дружба народов» отметил творческие пересечения романа-трилогии «Брат на брата» с работами Алексея Толстого, Михаила Шолохова, Сергея Сергеева-Ценского и Константина Федина. Несмотря на то, что отмеченные писатели уже поднимали тему духовно-нравственных изменений человека, перенёсшего Первую мировую, гражданскую войны и революцию, Ковский, считал Вольпе, смог показать события под своим, новым углом. В повествовании Л. Вольпе выделил две линии. В первой показана довоенная семейная жизнь Старчиной Риммы Антиповны, воспитывающей четырёх детей: мать братьев Олега и Антоши больше не в силах сохранять обыденность жизни, происходящее постепенно проникает и разрушает их семейный круг, и со временем братья-гимназисты разделяются друг от друга. Во второй же линии развёртываюся исторические события.
Л. Вольпе в число достоинств трилогии отнёс умение автора достоверно изображать, обосновывать психологию поступков персонажей и прорисованность сцен с приметами того времени. Также как и литературовед Рея Шамурзина, Л. Вольпе обнаружил интертекстуальность с работами Л. Леонова: в романе Ковского поднимается история Ксаны, младшей сестры Антоши и Олега, которая подобно героине повести Леонова «Evgenia Ivanovna» поддаётся обаятельности молодого человека, отправляется с ним в эмиграцию, где вскоре он её бросает.
В заключительном томе трилогии Ковский своё основное внимание обратил на изображение Гражданской войны в Украине, где помимо вымышленных персонажей, изобразил и реальных исторических деятелей, в частности Алексея Брусилова, Александра Керенского и других. Однако в их изображении Вольпе раскритиковал автора за отсутствие индивидуализированности их речи, употребление слов, несвойственных тому времени. Подытожив, Л. Вольпе заключил, что автору удалось показать прошедшие события с новой стороны, создать произведение, ставшее «приметным явлением» русского сегмента литературы Кыргызстана. «Приметность» романа-трилогии Ковского поддержала и кандидат филологических наук Ч. А. Джолбулакова (КГТУ им. И. Раззакова), которая отметила, что произведение относится к «вершинным достижениям» в исторической прозе республики.
Кандидат филологических наук Г. Н. Хлыпенко в числе достоинств романа-трилогии Ковского видел «живое и достоверное» изображение событий, проработанную структуру образов, владение литературным языком и умение «со вкусом» строить синтаксические конструкции.

## Оценки
Ковский был в дружеских отношениях с Кайсыном Кулиевым, когда поэт имел статус спецпереселенца и проживал во Фрунзе. Впоследствии Кулиев назвал Ковского «даровитым и милым» человеком. Литературовед и философ Тендик Аскаров отнёс произведения Ковского к «неотъемлемой» части литературы советского Кыргызстана, а его трилогию «Брат на брата» назвал «полезной книгой, написанной на нужную тему». По воспоминаниям поэтессы Светланы Сусловой, Ковский в литературном обществе республики носил прозвище «живого классика», имел репутацию «мудрого человека».

### Отдельные издания
- Ковский Е. Сад мира : Повесть / Рис. В. Вейс. — Фрунзе: Киргизучпедгиз, 1956. — 167 с. — 6000 экз.
- Ковский Е. Светлые дали : Рассказы. — Фрунзе: Киргизгосиздат, 1961. — 183 с. — 3000 экз.
- Ковский Е. Они рядом с вами : Очерки. — Фрунзе: Киргизгосиздат, 1962. — 155 с.
- Ковский Е. У истока дорог : Повесть и рассказы : [для ст. шк. возраста]. — Фрунзе: Мектеп, 1964. — 174 с. — 9000 экз.
- Ковский Е. Брат на брата : Роман / Под ред. Колесникова Е.; Худож. Бульба И. — Фрунзе: Кыргызстан, 1969. — Т. I. — 248 с. — 12 000 экз.
- Ковский Е. Брат на брата : Роман / Худож. Бульба И. — Фрунзе: Кыргызстан, 1974. — Т. II. — 488 с. — 15 000 экз.
- Ковский Е. Брат на брата : Роман / Худож. Бульба И. — Фрунзе: Кыргызстан, 1975. — Т. III. — 177 с. — 15 000 экз.
- Ковский Е. Страницы жизни : Воспоминания, рассказы, очерки и драматургия / Ред.-сост. Ковский В. Е. — Фрунзе: Кыргызстан, 1979. — 256 с.

### Публикации в периодике

#### На русском
- Ковский Е. Забытый человек (Письмо из Одессы) : Очерк // Огонёк : журнал. — 1928. — № 32 [280]. — С. 15. Архивировано 16 июля 2023 года.
- Ковский Е. Две судьбы // Комсомолец Киргизии. — 1947. — 27 сентября.
- Ковский Е. Старший чабан Асийпа Темирова // Советская Киргизия. — 1947. — 25 ноября.
- Ковский Е. Человек в белом халате // Литературный Киргизстан. — 1954. — № 2. — С. 89—92.
- Ковский Е. Они добывают уголь // Литературный Киргизстан. — 1954. — № 3. — С. 105—106.
- Ковский Е. Метель на джайлоо // Звезда Востока. — 1955. — № 5. — С. 77—86.
- Ковский Е. О жизненной правде и чувстве меры // Литературный Киргизстан. — 1956. — № 1. — С. 71—75.
- Ковский Е. Хозяин жизни // Литературный Киргизстан. — 1958. — № 1. — С. 100—101.
- Ковский Е. Народный артист // Литературный Киргизстан. — 1958. — № 3. — С. 105—109.
- Ковский Е. За полнокровный литературный образ // Литературный Киргизстан. — 1959. — № 1. — С. 100—104.
- Ковский Е. На новом пути // Литературный Киргизстан. — 1959. — № 2. — С. 91—97.
- Ковский Е. Когда писатель и издатель спешат // Литературный Киргизстан. — 1959. — № 6. — С. 77—82.
- Ковский Е. Смелее вторгаться в жизнь // Советская Киргизия. — 1959. — 20 февраля.
- Ковский Е. Идет новый человек // Советская Киргизия. — 1960. — 14 ноября.
- Ковский Е. Преданья старины глубокой... // Советская Киргизия. — 1961. — 12 июня.
- Ковский Е. Художественные документы // Советская Киргизия. — 1961. — 18 декабря.
- Ковский Е. Путь в науку // Правда. — 1963. — 20 августа.
- Ковский Е. Несбывшиеся ожидания (О книге Дж. Дженчураева «Фронтовые записки пограничника») // Литературный Киргизстан. — 1967. — № 3. — С. 117—119.
- Ковский Е. Первый больной : Рассказ (О сельских врачах Киргизии) // Литературный Киргизстан. — 1968. — № 4. — С. 53—59.
- Ковский Е. Голоса давних встреч (Из [лит.] воспоминаний) // Литературный Киргизстан. — 1975. — № 5. — С. 63—70.
- Ковский Е. «Поместить без места» : Воспоминания // Литературный Киргизстан. — 1977. — С. 34.
- Ковский Е. Когда штурмуют небо... (Воспоминания о Валерии Чкалове) // Литературный Киргизстан. — 1978. — № 1. — С. 76—80.

#### На киргизском
- Ковский Е. Народный артист // Ала-Тоо. — 1958. — № 7. — С. 114—121.
- Ковский Е. Плоды творческого труда // Ала-Тоо. — 1959. — № 3. — С. 34—42.
- Ковский Е. Моя страна богата такими людьми // Советтик Кыргызстан. — 1961. — 2 февраля.
- Ковский Е. Детский писатель (К 60-летию со дня рождения Якуба Земляка) // Советтик Кыргызстан. — 1966. — 23 ноября.

### Переводы
- Байтемиров Н. Ошибка Шаир : Рассказ // Литературный Киргизстан : журнал  / Пер. с кирг. Ковского Е. — 1955. — № 6. — С. 31—35.
- Джантошев К. Табунщица // Киргизские рассказы : Сборник / Пер. с кирг. Ковского Е. — М.: Советский писатель, 1959. — С. 75—82.
- Баялинов К. Братство : Роман / Авториз. пер. с кирг. Ковского Е.; Худож. Ильина Л. — Фрунзе: Кыргызстан, 1965. — Т. I. — 298 с.

### Участие в издании
- Киргизские народные сказки / Под ред. Ковского Е.; Вступ. ст. Брудного Д. — Фрунзе: Киргизучпедгиз, 1962. — 354 с.
- Всегда на посту : Повесть, рассказы и очерки (Сборник. Выпуск 1) / Сост. Ковский Е. — Фрунзе: Кыргызстан, 1972. — 143 с. — 12 000 экз.

## Награды
- Медаль «За доблестный труд. В ознаменование 100-летия со дня рождения Владимира Ильича Ленина»[3];
- Медаль «За доблестный труд в Великой Отечественной войне 1941—1945 гг.»[3].